# Austroplebeia ornata
Austroplebeia ornata là một loài Hymenoptera trong họ Apidae. Loài này được Rayment mô tả khoa học năm 1932.